# Институт джаза Херби Хэнкока
Институт джаза Херби Хэнкока (англ. Herbie Hancock Institute of Jazz) — некоммерческая организация по обучению музыке, основанная в 1986 году. До 2019 года учреждение было известно под названием Институт джаза Телониуса Монка, но затем было переименовано в честь одного из старейших председателей совета директоров Херби Хэнкока.
Институт ежегодно с 1987 года проводит международный джазовый конкурс, а с 1995 года предлагает полную стипендию для выпускников колледжей. Организует бесплатные джазовые образовательные программы в государственных школах США и всего мира, «чтобы поощрять образное мышление, творчество, позитивную самооценку, а также уважение к собственному и культурному наследию окружающих». Также это ведущая некоммерческая организация, отвечающая за координацию ежегодного празднования Международного дня джаза по инициативе Организации Объединённых Наций.

## Программа колледжа
Одной из первых целей Института было создание уникальной джазовой программы на уровне колледжа, где мастера джаза могли бы передать свой опыт следующему поколению. В сентябре 1995 года был открыт Институт джазового исполнительства Телониуса Монка, где первый класс из семи студентов начал интенсивное обучение с величайшими музыкантами со всего мира.
Эта двухлетняя бесплатная программа, известная теперь как Институт джазового исполнительства Херби Хэнкока, принимает по одному ансамблю музыкантов в каждый класс. Все студенты получают полные стипендии, а также стипендии для покрытия ежемесячных расходов на проживание. Студенты обучаются как индивидуально, так и в небольших группах, получая индивидуальное наставничество, занимаясь в ансамблях и на лекциях по джазовой традиции. Студентам также предлагается учувствовать в развитии новых джазовых направлений с помощью своих композиций и выступлений. Среди выпускников — Амброуз Акинмузир, Лайонел Луке, Майкл Мэйо, Хелен Сунг, Кармен Стааф, Уолтер Смит III, Уэйн Эскоффери, Эли Дегибри и Гретчен Парлато. В настоящее время институт расположен в Музыкальной школе Херба Альперта Калифорнийского университета в Лос-Анджелесе.
В дополнение к строгому курсу обучения студенты, участвующие в программе, регулярно выступают на площадках по всему Лос-Анджелесу, а также выступают в качестве наставников и преподавателей как в местном сообществе, так и в турах института по Соединенным Штатам и за рубежом. Недавние занятия проходили в Ситке, Аляска; Феникс, Аризона; Марокко, Гавана, Куба; Санкт-Петербург, Россия; Панама-Сити, Панама; Мельбурн, Сидней и Маунт Гамбиер, Австралия.

## Международный конкурс джазового института Херби Хэнкока
С 1987 года институт проводит ежегодные международные конкурсы. Музыкантам и композиторам присуждается более 100 000 долларов США в виде стипендий и премий. Каждый год конкурс фокусируется на разных инструментах и имеет разный состав жюри. Брэнфорд Марсалис, Пэт Метини, Херби Хэнкок, Кристиан Макбрайд, Ди Ди Бриджуотер, Дайана Ривз, Хью Масекела, Артуро Сандовал, Рон Картер, Уэйн Шортер, Кларк Терри, Мэриан Макпартленд, Куинси Джонс и Дайана Кролл — все в прошлом находились в составе жюри.

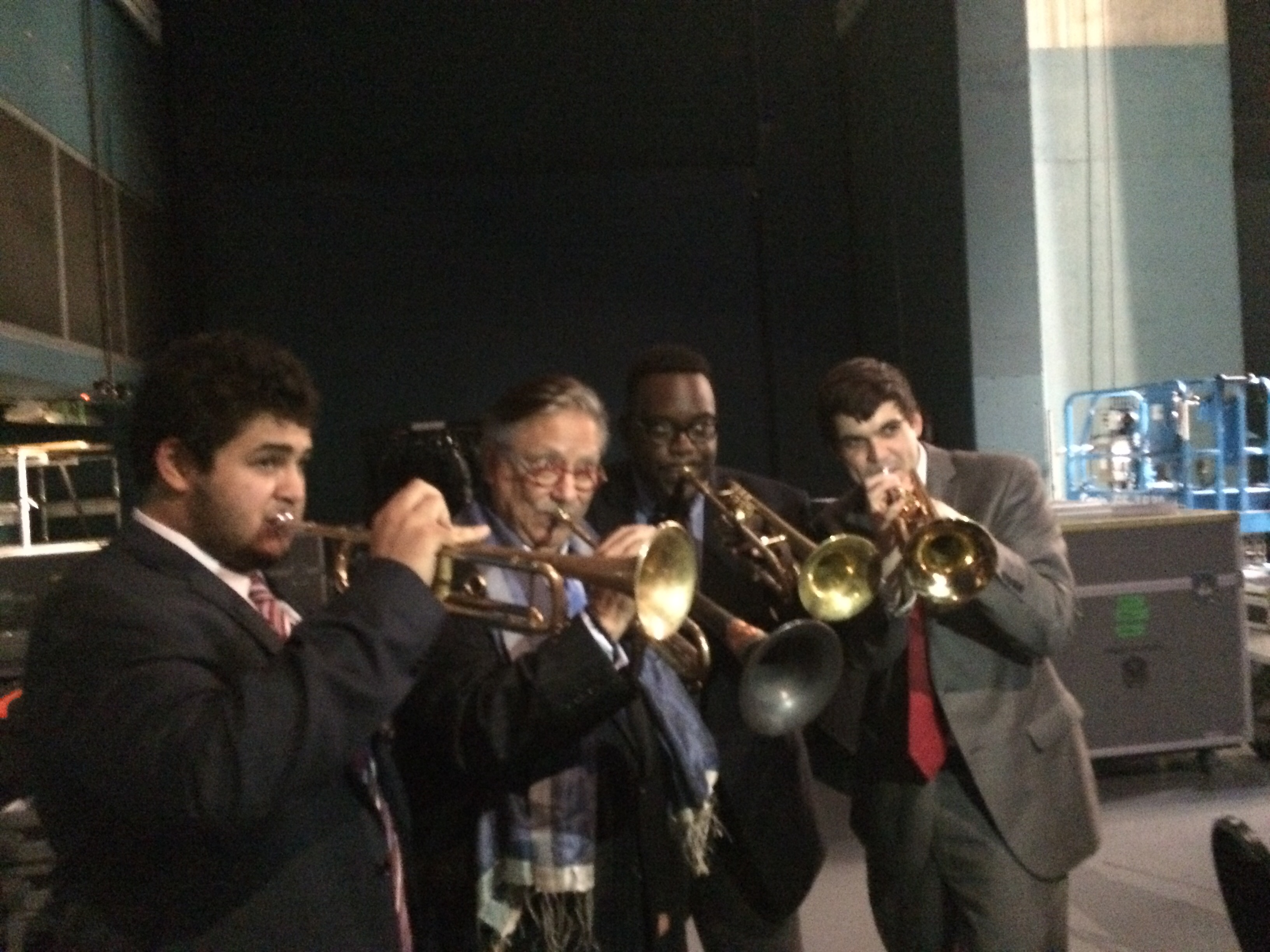
Финалисты Конкурса трубачей 2014 года (слева направо) Адам О'Фаррилл (3 место), Маркиз Хилл (1 место) и Билли Басс (2 место) позируют с судьей Артуро Сандовалем за кулисами после финала конкурса в театре Долби в Лос-Анджелесе.

В разные годы в конкурсе побеждали Джошуа Редман, победитель конкурса саксофонистов 1991 года, Маркус Робертс, победитель конкурса пианистов 1987 года, Райан Кисор, победитель конкурса трубачей 1990 года, Джои ДеФранческо, финалист конкурса пианистов 1987 года. Победитель конкурса пианистов 1993 года Джеки Террассон подписал контракт с Blue Note Records. На конкурсе вокалистов 1998 года выступали: Тери Торнтон, победительница конкурса, подписавшая контракт с Verve Records; занявшая второе место Джейн Монхейт, подписавшая контракт с Columbia Records; полуфиналистка Тирни Саттон, подписавшая контракт с Telarc; и занявшая третье место Роберта Гамбарини, чей американский дебютный альбом Easy to Love был номинирован на Грэмми в 2007 году за лучшее женское джазовое вокальное исполнение. Аарон Паркс занял третье место на конкурсе пианистов 2006 года и впоследствии был подписан на Blue Note Records. Среди недавних победителей — вокалистка Сесиль МакЛорин Салвант (2010), пианист и композитор Крис Бауэрс (2011), саксофонистка Мелисса Алдана (2013), вокалистка Джазмея Хорн (2015) и гитарист Евгений Побожий (2019). Десятки других финалистов и полуфиналистов сделали успешную карьеру джазовых исполнителей и педагогов.

### Прошлые победители
- 1987: Маркус Робертс, фортепиано
- 1988: Тед Розенталь, фортепиано
- 1989: Билл Канлифф, фортепиано
- 1990: Райан Кисор, труба
- 1991: Джошуа Редман, саксофон
- 1992: Гарольд Самми, барабаны
- 1993: Джеки Террассон, фортепиано
- 1994: Сара Лазарус, вокал
- 1995: Джесси ван Руллер, гитара; Дэррил Холл, бас-гитарист
- 1996: Джон Гордон, саксофон
- 1997: Даррен Барретт, труба
- 1998: Тери Торнтон, вокал
- 1999: Эрик Льюис, фортепиано
- 2000: Педрито Мартинес, афро-латинские ручные барабаны
- 2001: конкурс не проводился
- 2002: Шеймус Блейк, саксофон
- 2003: Андре Хейворд, тромбон
- 2004: Гретчен Парлато, вокал
- 2005: Лаге Лунд, гитара
- 2006: Тигран Амасян, фортепиано
- 2007: Амброз Акинмузир, труба
- 2008: Джон Ирабагон, саксофон
- 2009: Бен Уильямс, бас
- 2010: Сесиль МакЛорин Салвант, вокал
- 2011: Крис Бауэрс, фортепиано
- 2012: Джеймисон Росс, ударные
- 2013: Мелисса Алдана, саксофон
- 2014: Маркиз Хилл, труба
- 2015: Джазмея Хорн, вокал
- 2016: конкурс не проводился
- 2017: конкурс не проводился
- 2018: Том Орен, фортепиано
- 2019: Евгений Побожий, гитара

Известные участники, занявшие второе место
- 1987: Джоуи ДеФранческо, фортепиано
- 1991: Крис Поттер, саксофон
- 1992: Хорхе Росси, ударные
- 1993: Питер Мартин, фортепиано
- 1993: Эдвард Саймон, фортепиано
- 1997: Авишай Коэн, труба
- 1998: Тирни Саттон, вокал
- 1998: Роберта Гамбарини, вокал
- 1999: Оррин Эванс, фортепиано
- 2002: Маркус Стрикленд, саксофон
- 2006: Джеральд Клейтон, фортепиано
- 2006: Аарон Паркс, фортепиано
- 2010: Сириль Эме, вокал
- 2013: Тивон Пенникотт, саксофон

## Международный день джаза
Основная статья: Международный день джаза
В ноябре 2011 года Организация Объединённых Наций по вопросам образования, науки и культуры (ЮНЕСКО) официально провозгласила 30 апреля Международным днем джаза, чтобы отметить джаз как универсальный язык и инструмент дипломатии. Международный день джаза возглавляют генеральный директор ЮНЕСКО Одри Азуле, а также джазовый пианист и композитор Херби Хэнкок, который является послом ЮНЕСКО в межкультурном диалоге. Институт является ведущей некоммерческой организацией, отвечающей за планирование, продвижение и проведение этого ежегодного праздника, начиная с 2012 года.
Международный день джаза был учрежден, чтобы собрать вместе сообщества, школы, артистов, историков, ученых и джазовых энтузиастов со всего мира, чтобы узнать о джазе и его корнях. Этот день направлен на повышение осведомленности о необходимости межкультурного диалога и взаимопонимания, а также для укрепления международного сотрудничества и общения. Каждый год 30 апреля данный жанр отмечается как символ содействия миру, налаживания диалога между культурами, обеспечения свободы самовыражения и усиления роли молодежи в социальных изменениях.
Международный день джаза отмечают более чем в 190 странах на всех семи континентах.

## Другие образовательные программы

### Джаз в классе
С 1989 года институт начал работу в государственных школах по проведению занятий музыкой для учащихся в Лос-Анджелесе, Новом Орлеане и Вашингтоне, а также тысяч студентов в городских, сельских и отдаленных районах страны. В последние годы институт сообщил, что 100 % выпускников высшей школы участвуют в программе: более 90 % поступают в колледжи, а более 75 % выпускников старших классов получают значительные стипендии для обучения в колледжах.

### Джазовая программа школы исполнительского искусства
Эта программа объединяет джазовых музыкантов и преподавателей в государственные высшие школы исполнительского искусства для обеспечения интенсивной подготовки студентов к изучению джаза. В рамках этой программы, которая обучает исполнению, студенты-музыканты получают знания в области композиции, теории, импровизации, истории и музыкальных стилей, а также готовятся к посещению ведущих музыкальных программ колледжей, университетов и консерваторий. Программа предлагается в следующих государственных высших школах исполнительского искусства:
- Высшая школа искусств (Ньюарк, Нью-Джерси)
- Балтиморская школа искусств
- Высшая школа исполнительских и визуальных искусств Букера Т. Вашингтона (Даллас, Техас)
- Чикагская высшая школа искусств
- Школа искусств Дьюка Эллингтона (Вашингтон, Колумбия)
- Kinder High School for the Performing and Visual Arts (Хьюстон, Техас)
- Высшая школа искусств округа Лос-Анджелес
- Академия музыки и исполнительских искусств при Высшей школе Гамильтона (Лос-Анджелес, Калифорния)
- Центр творческих искусств Нового Орлеана
- Школа искусств New World (Майами, Флорида)
- Школа визуальных и исполнительских искусств Рамона К. Кортинеса (Лос-Анджелес, Калифорния)
- Школа искусств Рут Асава Сан-Франциско

### Бибоп в хип-хопе
Начатая в 2004 году в государственных школах Лос-Анджелеса, программа «Bebop to Hip-Hop» объединяет студентов интересующихся джазом и хип-хопом под руководством профессиональных джазовых музыкантов и хип-хоп исполнителей. Начинающие молодые музыканты изучают импровизацию, написание текстов, теорию музыки, аранжировку, композицию, скретчинг на вертушке и семплирование. На недавних концертах выступали Билли Чайлдс, Херби Хэнкок, DJ Spark, Дуг Э. Фреш, Kool Moe Dee, Chali 2na, Supernatural и Бобби Уотсон. Бесплатным виртуальным изданием BeBop to Hip-Hop, вышедшее летом 2020 года, воспользовались более 100 школьников из США и других стран.

### Математика, наука и музыка
«Math, Science & Music» использует музыку как инструмент для обучения школьников математике и естественным наукам. Институт сотрудничает с экспертами в области математики, науки, музыки и образования из Гарварда, Массачусетского технологического института, Университета Джонса Хопкинса, Нью-Йоркского университета, Калифорнийского университета в Беркли и других университетов, чтобы предложить множество бесплатных увлекательных учебных программ, игр, приложений и других интерактивных онлайн-ресурсов на основе платформы сайта mathsciencemusic.org. Программа «Математика, наука и музыка» была запущена в 2016 году во время мероприятия в Министерстве образования США, которое организовал министр образования Джон Кинг.

### Джаз в Америке
Запущенная в 2000 году программа «Джаз в Америке» представляет собой интернет-программу обучения джазу, предназначенную для преподавания в классах американской истории и социальных наук в 5, 8 и 11 классах государственных школ США. Учебная программа изучает эволюцию джазовых стилей, вклад выдающихся исполнителей и их музыкальные техники, задействованные в создании и исполнении джаза. По состоянию на 2021 год, институт отмечает, что туристический компонент программы для государственных школ напрямую охватил более 500000 учеников и учителей посредством программ и мастер-классов, проводимых известными джазовыми артистами, включая Херби Хэнкока, Антонио Харта, Ингрид Дженсен, Ванессу Рубин и Бобби Уотсон. Летом 2020 года Институт провел серию бесплатных виртуальных вебинаров, ознакамливая учащихся 4-12 классов с учебной программой «Джаз в Америке».

### Международные программы

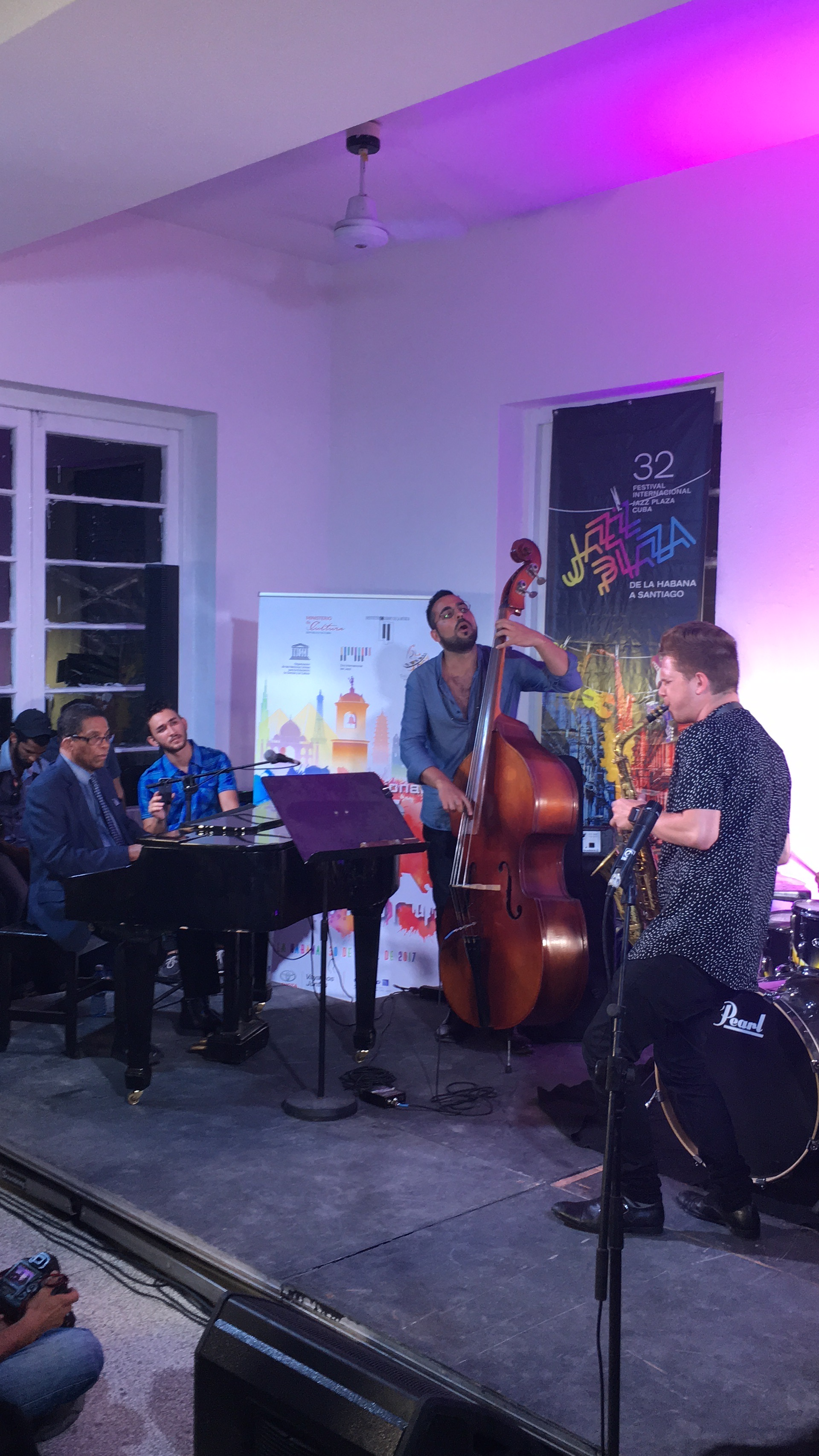
Басист Лука Алеманно и саксофонист Алекс Хан из Института джазового исполнительства Телониуса Монка выступают с Херби Хэнкоком на праздновании Международного дня джаза 2017 года в Гаване, Куба.

Студенты института и крупные джазовые исполнители путешествовали по миру в качестве послов джаза, представляя образовательные программы в Европе, Азии, Африке, Южной Америке и странах Карибского бассейна. Программы включали:
- 1995 — тур по семи африканским странам (Эритрея, Эфиопия, Мадагаскар, Маврикий, Мозамбик, Южная Африка и Свазиленд)
- 1996 — тур по Индии и Таиланду
- 1998 — тур по Чили, Аргентине и Перу
- 2001 — тур по Египту
- 2005 — тур по Вьетнаму по случаю 10-летия возобновления дипломатических отношений между США и Вьетнамом
- 2009 — тур по Индии в ознаменование 50-летия визита Мартина Лютера Кинга для изучения движения Махатмы Ганди за ненасилие
- 2010 — тур по Китаю со студентами института, выступающими на Шанхайской выставке 2010 года, а также в Концертном зале «Запретный город» в Пекине
- 2011 — тур по итальянскому региону Базиликата
- 2012 — тур по России, с концертами в Москве и Санкт-Петербурге
- 2013 — тур по Стокгольму, Швеция с мастер-классами и выступлениями в Королевском музыкальном колледже
- 2013 — выступление студентов института вместе с вокалисткой Джейн Монхейт на джазовом фестивале Red Sea Jazz Festival в Эйлате, Израиль
- 2014 — тур по Мексике с образовательными семинарами и выступлениями в Национальном центре искусств и Высшей школе музыки
- 2015 — тур по Марокко, с выступлениями и мастер-классами в Рабате и Марракеше
- 2019 — посещение фестиваля Generations in Jazz Festival в Маунт-Гамбиер, Австралия, где студенты института выступали и преподавали вместе с такими артистами, как Джоуи ДеФранческо, Курт Эллинг, Лизз Райт и другими[29]

В течение трех лет, начиная с 2002 года, ЮНЕСКО спонсировала турне по Парижу, где студенты института выступали с Херби Хэнкоком, Уэйном Шортером, Дайана Ривз, Ди Ди Бриджуотер и Т. С. Монком на Международном дне философии.
Также с 2008 года студенты института регулярно выступают на Панамском джазовом фестивале.

## Телевизионные программы
Институт подготовил серию телевизионных программ, чтобы подчеркнуть важность джаза. В 1986 году институт выпустил Celebrating a Jazz Master: Thelonious Sphere Monk, трибьют-концерт на канале PBS, организованный Биллом Косби. В 1993 году институт координировал проект Джазовый фестиваль в Белом доме, первый специальный выпуск PBS Выступление в Белом доме, записанный с участием президента Билла Клинтона. В 1996 году институт выпустил передачу Праздник музыки Америки, первый за более чем 25 лет специальная передача о джазе, которая транслировалась на канале ABC. Второй выпуск шоу вышел в эфир в 1998 году. В 2006 году Президент Джордж Буш устроил концерт, посвященный 20-летию института, который транслировался как специальный выпуск PBS Выступление в Белом доме, организованный Барбарой Уолтерс. Кроме того, международные джазовые конкурсы института транслировались в виде документальных фильмов на Black Entertainment Television и его филиалах.
В 2016 году институт подготовил специальный выпуск Джаз в Белом доме в честь пятой годовщины Международного дня джаза на канале ABC, который был снят в Белом доме и организован президентом Бараком Обамой и первой леди Мишель Обамой. Впоследствии передача была номинирована на премию Эмми за выдающееся музыкальное руководство Джоном Бизли. С 2012 года Институт выпускает специальные телепрограммы для PBS, посвященные ежегодному празднованию Международного дня джаза, а в 2021 году на национальном уровне будет проводиться «Празднование 10-й годовщины Дня джаза».

## Иллюстрации и пожертвования Билли Ди Уильямса
Билли Ди Уильямс пожертвовал произведения искусства, которые использовались в качестве обложки Международного джазового конкурса института с 1990 года. Художественное произведение соответствует инструменту, участвовавшему в конкурсе того года.